# Silmarils
Silmarils war ein französisches Entwicklungsstudio für Computerspiele.

## Firmengeschichte
Silmarils wurde 1987 von den Brüdern Louis-Marie und André Rocques, welche schon seit 1983 als unabhängige Softwareentwickler tätig waren, sowie Philippe Plas in Champs-sur-Marne gegründet. Die Gründer wollten vor allem Spiele mit Bezug zum Mythischen und Imaginären entwickeln. Darauf und die Tatsache, dass es drei Gründer waren, bezog sich auch der Unternehmensname, der sich wiederum auf die drei gleichnamigen Edelsteinen in den Erzählungen J.R.R. Tolkiens bezog. Entwickelt wurde hauptsächlich für den PC, den Amiga, den Macintosh und den Atari ST, aber auch für Konsolen. Ursprünglich mit dem Distributor ReadySoft verbunden, für den einige Spiele entwickelt wurden, brach diese Geschäftsverbindung 1996 auseinander, was dazu führte, dass Silmarils ihre Spiele nur noch in Europa auf den Markt brachte.
Im Gründungsjahr erschien ihr erstes Spiel, Manhattan Dealers, eine Mischung aus Adventure und Beat ’em up. Auch in ihren nächsten Spielen griff Silmarils immer wieder auf bisher unbekannte Kombinationen verschiedener Genres zurück, wobei der Schwerpunkt auf Adventures und Rollenspielen lag, und integrierte neuentwickelte und bislang wenig genutzte Techniken in ihre Spiele. Das 1990 entstandene Crystals of Arborea beispielsweise war eines der ersten Spiele, welches Echtzeit in eine 3D-Umgebung einführte. Andere Spiele, wie das 1994 veröffentlichte Robinson’s Requiem, wurden vor allem durch ihren sehr hohen Schwierigkeitsgrad und die komplexe Weltsimulation bekannt.
Zu den größten Erfolgen der Firma zählte das kommerziell recht erfolgreiche Transarctica von 1993, die Ishar-Serie (inklusive des Vorgängers Crystals of Arborea), welche zwischen 1990 und 1995 entstanden, sowie das 1992 entstandene Storm Master. 1998 kam dann das Action-Adventure Asghan heraus. Im Jahr 2001 wurde ein letztes, wenig erfolgreiches Adventure-Spiel Arabian Nights veröffentlicht. Es folgte noch 2003 das Jump ’n’ Run Inspector Gadget: Mad Robots Invasion für PlayStation 2.
2003 wurde das Unternehmen während einer allgemeinen Umbruchphase in der französischen Spielebranche aufgelöst. André Rocques gründete 2004 das Studio Eversim. Der französische Retrospezialist DotEmu erwarb später die Vermarktungsrecht aller Silmarils-Titel und brachte die Spiele erneut auf den Markt.

## Veröffentlichte Titel
- 1988 – Manhattan Dealers (US-Titel: Operation: Cleanstreets) (Amiga, ST, DOS)
- 1988 – Mad Show (Amiga, ST, DOS)
- 1988 – Windsurf Willy (Amiga, ST, CPC, DOS)
- 1989 – Le Fetiche Maya (Amiga, ST, DOS)
- 1989 – Targhan (Amiga, ST, CPC, DOS, Mac OS)
- 1990 – Colorado (Amiga, ST, DOS)
- 1990 – Crystals of Arborea (Amiga, ST, DOS)
- 1990 – Star Blade (Amiga, ST, DOS)
- 1991 – Boston Bomb Club (Amiga, ST, DOS)
- 1991 – Metal Mutant (Amiga, ST, DOS)
- 1991 – Xyphoes Fantasy (CPC)
- 1992 – Storm Master (Amiga, ST, DOS)
- 1992 – Bunny Bricks (Amiga, CPC, ST, DOS)
- 1992 – Ishar I: Legend of the Fortress (Amiga, ST, DOS, Mac OS)
- 1993 – Ishar II: Messengers of Doom (Amiga, ST, DOS, Mac OS)
- 1993 – Transarctica (US-Titel: Arctic Baron) (Amiga, ST, DOS, Mac OS)
- 1994 – Robinson’s Requiem (3DO, Amiga, ST, DOS, Jaguar, Mac OS)
- 1994 – Ishar 3: The Seven Gates of Infinity (Amiga, ST, DOS, Mac OS)
- 1996 – Deus (DOS, Win)
- 1997 – Time Warriors (DOS, Win)
- 1998 – Asghan: The Dragon Slayer (Win)
- 2001 – Arabian Nights (Win)
- 2001 – Les Visiteurs: La relique de Sainte Rolande (PS, Win)
- 2003 – Inspector Gadget: Mad Robots Invasion (PS2)